# (2047) Smetana
(2047) Smetana ist ein Asteroid des inneren Hauptgürtels, der von dem tschechoslowakischen Astronomen Luboš Kohoutek am 26. Oktober 1971 an der Hamburger Sternwarte in Bergedorf (IAU-Code 029) entdeckt wurde.
Der Asteroid gehört zur Hungaria-Gruppe: Charakteristisch für diese Gruppe ist unter anderem die 9:2-Bahnresonanz mit dem Planeten Jupiter. Der Namensgeber für diese Gruppe ist der Asteroid (434) Hungaria.
Die Exzentrizität von (2047) Smetana ist mit abgerundet 0,0033 gering, so dass seine Bahn um die Sonne einer idealen Kreisbahn recht nahekommt. Sie ist noch deutlich geringer als diejenige aller Planeten im Sonnensystem. Zum Vergleich weist die Bahn der Erde eine Exzentrizität von 0,0167 auf. Die Sonnenumlaufbahn des Asteroiden hingegen ist mit mehr als 25° stark gegenüber der Ekliptik des Sonnensystems geneigt. Die Rotationsperiode beträgt 2,4970 h (± 0,0003), wie bei Beobachtungen durch Brian D. Warner in den Jahren 2009, 2006, 2011, 2013, 2016 und 2018 festgestellt wurde.
Der mittlere Durchmesser des Asteroiden wurde mit 3,131 km (±0,153) berechnet. Mit einer Albedo von 0,544 (± 0,069) hat er eine sehr helle Oberfläche.
(2047) Smetana wurde am 1. Juli 1979 nach dem Komponisten Bedřich Smetana benannt. Seit 1985 ebenfalls nach Bedřich Smetana benannt ist ein Einschlagkrater auf der südlichen Hemisphäre des Planeten Merkur: Merkurkrater Smetana.

## Mond S/2013 (2047) 1
Vom 31. Oktober bis 14. November 2012 wurde am Palmer Divide Observatory in Colorado bei 741 photometrischen Beobachtungen von Brian D. Warner bei (2047) Smetana festgestellt, dass der Asteroid in 6,3 km Entfernung einen Begleiter hat, der circa ein Fünftel seiner Größe aufweist, und zwar 0,63 km (±0,07). Der Mond braucht für eine Umlaufbahn um (2047) Smetana circa 0,93 Tage. Beide Körper umkreisen einen gemeinsamen Schwerpunkt in 22,43 (± 0,02) Stunden. Der Begleiter erhielt die vorläufige Bezeichnung S/2013 (2047) 1.